# Stiernecreutz
Stiernecreutz var en svensk adelsätt, adlad 18 maj 1775 och introducerad på Svenska riddarhuset 1787 som ätt nummer 2143. Ätten dog ut på svärdssidan 17 augusti 1850.
Första medlemmarna av ätten var bröderna Zakarias Kniberg (1739-1814) och Samuel Kniberg (1741-1794), som adlades tillsammans. Den äldre brodern avled barnlös, och ätten stammar från den yngre av bröderna.
Brödernas föräldrar var Lars Johan Kniberg, postdirektör i Jönköping och hans hustru Catharina Forssman.
Zakarias var häradshövding i Askim, Östra och Västra Hisingen, Inland och Torpe. Han var mycket kort tid i sin ungdom gift med Margareta Adlerbrant, dotter till Sigfrid Branting på Orraryd och Anna Christina Qveckfeldt. 1795 fick han titeln hovrättsråd. Han grundade hösten 1819 fast grundskola i Säve. Har dessutom donerat till olika institutioner bland annat för stipendier.
Samuel var häradshövding i Örebro, Glanshammar och Fellingsbro. Han var gift med Anna Elisabeth Arvikander, dotter till brukspatronen Johan Arvikander och Magdalena Lagerlöf.
Samuel köpte bruket Axbergshammar där de 6 sönerna växte upp och skolades i det militära livet och de hade militära titlar redan i sina unga år.